# Élections générales prince-édouardiennes de 1996
L'élection générale prince-édouardienne de 1996 se déroule le 18 novembre 1996 afin d'élire les 27 députés à l'Assemblée législative de l'Île-du-Prince-Édouard. Il s'agit de la 60e élection générale à l'Île-du-Prince-Édouard depuis la création de l'Assemblée législative en 1769 et la 35e depuis l'adhésion de la province à la confédération canadienne en 1873.

## Contexte
C'est la première élection depuis la création des nouvelles circonscriptions électorales. Les 32 anciennes circonscriptions élisaient chacune deux députés à l'Assemblée législative ; la carte électorale avait été dessinée en 1893 et n'avait été modifiée qu'une seule fois, en 1966. La grande variation de la population entre les circonscriptions est déclarée inconstitutionnelle. En conséquence, une nouvelle carte électorale est préparée, comprenant 27 circonscriptions uninominales.
Le Parti progressiste-conservateur, dirigés par leur nouveau chef Pat Binns, obtient 18 sièges et son premier gouvernement majoritaire en 14 ans.
Pour le Parti libéral, la chute est abrupte : dans la précédente législature, il formait le gouvernement avec 31 sièges sur 32. Lors de cette élection, seulement 8 libéraux sont élus.
Le Nouveau Parti démocratique fait élire un député pour la toute première fois : son chef, Herb Dickieson. Il est le seul député jamais élu pour ce parti et le premier député de tiers-parti à être élu dans l'île. Il restera le seul jusqu'en 2015, où un député vert sera élu.
Cette élection est seulement la deuxième dans l'histoire de l'Île-du-Prince-Édouard où le parti gagnant n'est pas majoritaire des voix ; la première était l'élection de 1947.

## Résultats
| Parti | Parti                      | Chef           | # de candidats | Sièges | Sièges | Sièges   | Voix   | Voix    | Voix    |
| ----- | -------------------------- | -------------- | -------------- | ------ | ------ | -------- | ------ | ------- | ------- |
| Parti | Parti                      | Chef           | # de candidats | 1993   | Élus   | % Diff.  | #      | %       | % Diff. |
|       | Progressiste-conservateur  | Pat Binns      | 27             | 1      | 18     | +1700 %  | 37 910 | 47,39 % |         |
|       | Libéral                    | Keith Milligan | 27             | 31     | 8      | -74,19 % | 35 802 | 44,76 % |         |
|       | Nouveau Parti démocratique | Herb Dickieson | 27             | -      | 1      |          | 6 283  | 7,85 %  |         |
| Total | Total                      | Total          | 81             | 32     | 27     | -15,63 % | 79 995 | 100 %   |         |

## Source de traduction
- (en) Cet article est partiellement ou en totalité issu de l’article de Wikipédia en anglais intitulé « Prince Edward Island general election, 1996 » (voir la liste des auteurs).